# 風のノー・リプライ
「風のノー・リプライ」（かぜのノー・リプライ）は、鮎川麻弥のデビューシングル。1984年7月25日にキングレコードから発売された。

## 収録曲
- 両楽曲共に、作曲：筒美京平／編曲：戸塚修

1. 風のノー・リプライ
作詞：売野雅勇
※名古屋テレビ・テレビ朝日系テレビアニメ『重戦機エルガイム』後期（第26話 - 第54話）オープニングテーマ
2024年、本楽曲を使用した『重戦機エルガイム』40周年記念PVが公開された[1]。
2. 傷ついたジェラシー
作詞：井荻麟
※名古屋テレビ・テレビ朝日系テレビアニメ『重戦機エルガイム』第24話挿入歌

## 収録アルバム
- オリジナルアルバム
  - 『走Do愛』
- ベストアルバム
  - 『MELTING POINT』
  - 『VERY BEST』
  - 『鮎川麻弥全曲集〜メロディ』
  - 『MAMI AYUKAWA COLLECTION』
  - 『ビューティー・パワースーパー・セレクション 鮎川麻弥ベスト』
  - 『Reply〜Mami Ayukawa 25th Anniversary Best Album』
  - 『KING パーフェクト・ベスト・シリーズ! Mami Ayukawa Perfect Best』
- オムニバスアルバム
  - 『CM・主題歌集〜VERY・BEST1』
  - 『THE HIT MAKER -筒美京平の世界-』
  - 『筒美京平 GOLDEN HITSTORY 〜WAKU WAKUさせて〜』
  - 『サンライズ ロボットアニメ大鑑』

## カバー・バージョン
風のノー・リプライ
- 森口博子 with 寺井尚子（カバーアルバム『ANISON COVERS』(2023年5月24日発売)に収録[2]。）